# Campeonato Africano de Atletismo Júnior de 2005
A 7ª edição do Campeonato Africano de Atletismo Júnior foi organizado pela Confederação Africana de Atletismo no período de 1 a 4 de setembro de 2005, em duas cidades diferentes, Tunes e Radès ambas na Tunísia. A competição foi composta por atletas menores de 19 anos, classificados como Júnior ou Sub-20. As As duas cidades também foram sedes do Campeonato Árabe de Atletismo de 2005 no mesmo mês . Foram disputadas 44 provas sendo 22 masculino e 22 feminino. 

## Medalhistas

### Masculino
| Evento                   | Ouro                                                                                          | Ouro     | Prata                                                                       | Prata    | Bronze                                                                                 | Bronze   |
| ------------------------ | --------------------------------------------------------------------------------------------- | -------- | --------------------------------------------------------------------------- | -------- | -------------------------------------------------------------------------------------- | -------- |
| 100 metros               | Katim Touré (SEN)                                                                             | 10.68    | Wetere Galcha (ETH)                                                         | 10.73    | Ben-Youssef Meïté (CIV)                                                                | 10.74    |
| 200 metros               | Nagmeldin Ali Abubakr (SUD)                                                                   | 20.95    | Ben-Youssef Meïté (CIV)                                                     | 21.32    | Katim Touré (SEN)                                                                      | 21.59    |
| 400 metros               | Nagmeldin Ali Abubakr (SUD)                                                                   | 46.09    | Adam Al-Nour (SUD)                                                          | 47.76    | Habtamu Abeje (ETH)                                                                    | 48.01    |
| 800 metros               | Geoffrey Kipkoech Rono (KEN)                                                                  | 1:47.10  | Samir Khadar (ALG)                                                          | 1:47.86  | Jimmy Adar (UGA)                                                                       | 1:48.79  |
| 1 500 metros             | Geoffrey Kipkoech Rono (KEN)                                                                  | 3:42.76  | Kumsa Adugna (ETH)                                                          | 3:43.72  | Remmy Limo Ndiwa (KEN)                                                                 | 3:44.21  |
| 5 000 metros             | Moses Ndiema Masai (KEN)                                                                      | 13:45.15 | Mang'ata Ndiwa (KEN)                                                        | 13:45.37 | Tola Bane (ETH)                                                                        | 13:57.67 |
| 10 000 metros            | Moses Ndiema Masai (KEN)                                                                      | 28:30.27 | Hosea Macharinyang (KEN)                                                    | 28:41.44 | Ali Abdosh (ETH)                                                                       | 29:24.14 |
| 110 metros barreiras     | Ruan de Vries (RSA)                                                                           | 14.12    | Seleke Samake (SEN)                                                         | 14.22    | Lehann Fourie (RSA)                                                                    | 14.23    |
| 400 metros barreiras     | Seleke Samake (SEN)                                                                           | 51.32    | Antonio Vieillesse (MRI)                                                    | 51.53    | Johann Hanekom (RSA)                                                                   | 51.86    |
| 3 000 metros obstáculos  | Willy Komen (KEN)                                                                             | 8:35.82  | Nahom Mesfin Tariku (ETH)                                                   | 8:40.01  | Ezkyas Sisay (ETH)                                                                     | 8:41.21  |
| Revezamento 4×100 metros | África do Sul · Brendon Elliot Clement · Eugene Renoy Tempies · Ruan de Vries · Lehann Fourie | 40.60    | Senegal · Abdourahmane Ndour · Katim Touré · Famara Cisse · Seleke Samake   | 41.13    | Tunísia · Chouaieb Chelbi · Aymen Ben Ahmed · Mahmoud Hamdi · Mohamed Yassine Trabelsi | 41.51    |
| Revezamento 4×400 metros | Sudão · Adam Al-Nour · Abdel Bashar El-Farzdag · Salih Dar · Nagmeldin Ali Abubaker           | 3:09.00  | Tunísia · Yassine Assadi · Hichem Saidi · Mohamed Sghaier · Belgacem Hrichi | 3:12.43  | Senegal · Cheikh Ahmed Tidiane Ndiaye · Mamadou Hanne · Nouha Badji · Seleke Samake    | 3:14.43  |
| 10 km marcha             | Ali Amrouch (ALG)                                                                             | 45:31.13 | Nourredine Messoussi (TUN)                                                  | 45:56.99 | Amine Djerarfaoui (ALG)                                                                | 46:35.25 |
| Salto em altura          | Kabelo Kgosiemang (BOT)                                                                       | 2.16 m   | Karim Lotfy (EGY)                                                           | 2.16 m   | Leendert Johannes Haasbroek (RSA)                                                      | 2.10 m   |
| Salto à vara             | Mohamed Abdelatif Djadoun (ALG)                                                               | 4.60 m   | Barend Howell (RSA)                                                         | 4.60 m   | Khelil Ben Chehida (TUN)                                                               | 4.20 m   |
| Salto em comprimento     | Mohamed Yassine Chaieb (TUN)                                                                  | 7.49 m   | Gui Bertrand Boissy (SEN)                                                   | 7.04 m   | Houssem Maalaoui (TUN)                                                                 | 6.95 m   |
| Triplo salto             | Okba Ramoul (ALG)                                                                             | 15.60 m  | Houssem Maalaoui (TUN)                                                      | 15.34 m  | Chakib Dekhaili (TUN)                                                                  | 15.32 m  |
| Arremesso de peso        | Mostafa El-Moaty (EGY)                                                                        | 18.26 m  | Donovan Snyman (RSA)                                                        | 17.75 m  | Karim Mohamed Sayed (EGY)                                                              | 17.02 m  |
| Lançamento de disco      | Mohamed Wadah Mansour (LBA)                                                                   | 54.52 m  | Michael Fawzy Melad (EGY)                                                   | 52.99 m  | Uwe Sauer (RSA)                                                                        | 52.56 m  |
| Lançamento de martelo    | Johan Kruger (RSA)                                                                            | 55.02 m  | Johannes Conradie (RSA)                                                     | 53.36 m  | Helmi Bahri Gafsi (TUN)                                                                | 51.42 m  |
| Lançamento de dardo      | John Robert Oosthuizen (RSA)                                                                  | 75.94 m  | Mohamed Ali Kebabou (TUN)                                                   | 63.66 m  | Fakhri Zouaoui (TUN)                                                                   | 63.01 m  |
| Decatlo                  | Guillaume Thierry (MRI)                                                                       | 6838 pts | Mathys De Bruin (RSA)                                                       | 6355 pts | Nabil Ben Abdullah (TUN)                                                               | 5481 pts |

### Feminino
| Evento                   | Ouro                                                                   | Ouro     | Prata                                                                         | Prata    | Bronze                                                                                | Bronze   |
| ------------------------ | ---------------------------------------------------------------------- | -------- | ----------------------------------------------------------------------------- | -------- | ------------------------------------------------------------------------------------- | -------- |
| 100 metros               | Thandi Mngwevu (RSA)                                                   | 12.08    | Nahed Abid (TUN)                                                              | 12.46    | Félicité Traore (BUR)                                                                 | 12.50    |
| 200 metros               | Nawal El Jack (SUD)                                                    | 24.07    | Arista Hefer (RSA)                                                            | 24.15    | Thandi Mngwevu (RSA)                                                                  | 24.72    |
| 400 metros               | Nawal El Jack (SUD)                                                    | 53.94    | Ndèye Fatou Soumah (SEN)                                                      | 56.33    | Muna Jabir Adam (SUD)                                                                 | 58.20    |
| 800 metros               | Lydia Wafula (KEN)                                                     | 2:02.84  | Muna Jabir Adam (SUD)                                                         | 2:04.24  | Chaltu Girma (ETH)                                                                    | 2:04.87  |
| 1 500 metros             | Chahrazad Cheboub (ALG)                                                | 4:17.06  | Bizunesh Urgesa (ETH)                                                         | 4:20.70  | Emebt Etea (ETH)                                                                      | 4:21.23  |
| 3 000 metros             | Mercy Wanjiku (KEN)                                                    | 9:14.89  | Alemitu Abera (ETH)                                                           | 9:15.61  | Beatrice Chebusit (KEN)                                                               | 9:16.36  |
| 5 000 metros             | Beatrice Chebusit (KEN)                                                | 16:04.10 | Esther Chemtai Ndiema (KEN)                                                   | 16:06.13 | Workitu Ayanu (ETH)                                                                   | 16:27.58 |
| 100 metros barreiras     | Félicité Traore (BUR)                                                  | 14.31    | Christine Ras (RSA)                                                           | 14.38    | Mame Fatou Faye (SEN)                                                                 | 14.59    |
| 400 metros barreiras     | Nawal El Jack (SUD)                                                    | 59.72    | Mame Fatou Faye (SEN)                                                         | 61.31    | Sondos Idoudi (TUN)                                                                   | 62.26    |
| 3 000 metros obstáculos  | Mercy Wanjiku (KEN)                                                    | 9:50.63  | Mercy Kosgei (KEN)                                                            | 10:09.78 | Muna Durka (SUD)                                                                      | 10:24.39 |
| Revezamento 4×100 metros | Tunísia · Nahed Abid · Hafsia Hmidi · Sabra Dhaouadi · Amani Khemir    | 48.20    | Sudão                                                                         | 48.25    | Burquina Fasso · Félicité Traore · Kadidiatou Traoré · Worokia Sanou · Dorothée Zerbo | 49.01    |
| Revezamento 4×400 metros | Sudão · Fayza Omer Jomaa · Muna Jabir Adam · Hind Musa · Nawal El Jack | 3:40.24  | África do Sul · Arista Hefer · Thandi Mngwevu · Christine Ras · Janine Visser | 3:47.39  | Senegal · Mame Fatou Faye · Marietou Badji · Fatoumata Diop · Ndèye Fatou Soumah      | 3:48.85  |
| 10 km marcha             | Hendrika Botha (RSA)                                                   | 52:15.22 | Bekashign Aynalem (ETH)                                                       | 52:53.94 | Olfa Lafi (TUN)                                                                       | 53:53.19 |
| Salto em altura          | Anika Smit (RSA)                                                       | 1.89 m   | Moufida Anine (ALG)                                                           | 1.70 m   | Sabra Ben Saïd (TUN)                                                                  | 1.70 m   |
| Salto com vara           | Nadia Mabrouk (TUN)                                                    | 3.30 m   | Sonia Halliche (ALG)                                                          | 3.20 m   | Vanisha Nemdharry (MRI)                                                               | 3.00 m   |
| Salto em comprimento     | Lindi van Dyk (RSA)                                                    | 5.80 m   | Amani Khemir (TUN)                                                            | 5.65 m   | Nahed Abid (TUN)                                                                      | 5.51 m   |
| Triplo salto             | Kamilia Sahnoun (ALG)                                                  | 12.89 m  | Mongia Arbi (TUN)                                                             | 12.53 m  | Kadidiatou Traoré (BUR)                                                               | 12.47 m  |
| Arremesso de peso        | Marli Knoetze (RSA)                                                    | 16.93 m  | Ghada Ghezal (TUN)                                                            | 12.97 m  | Sara Dardiri (EGY)                                                                    | 10.95 m  |
| Lançamento de disco      | Marli Knoetze (RSA)                                                    | 46.44 m  | Sara Dardiri (EGY)                                                            | 46.11 m  | Ghada Ghezal (TUN)                                                                    | 37.48 m  |
| Lançamento de martelo    | Eman Al-Ashry (EGY)                                                    | 54.59 m  | Yasmin Ashraf (EGY)                                                           | 50.76 m  | Khedidja Jallouz (TUN)                                                                | 47.96 m  |
| Lançamento de dardo      | Riatha Jacobs (RSA)                                                    | 47.29 m  | Aneen Groenewald (RSA)                                                        | 44.05 m  | Sabiha Mzoughi (TUN)                                                                  | 36.24 m  |
| Heptatlo                 | Muna Jabir Adam (SUD)                                                  | 4587 pts | Heike Kotze (RSA)                                                             | 4541 pts | Marwa Mohamed Naim (EGY)                                                              | 3972 pts |